# Palacio de Don Gaspar Bullón
El palacio de Gaspar Bullón era un palacio renacentista de la ciudad de Ávila, en la confluencias de la Calle de Vallespín, y la Calle Ramón y Cajal, teniendo su entrada principal por la pequeña plazuela que dicho edificio conformaba por el n.º 1 de la Calle Ramón y Cajal.
Este edificio era el solar dónde los Bullones, familia procedente de Francia, venida con las Compañías Blancas de Bertrand du Guesclin, en ayuda Enrique II de Trastámara, edificaron su casa-palacio. Dicho linaje Bullón, es la castellanización del apellido Bouillon, ya que dicha familia es reconocida por los descendientes de Godofredo de Bouillón, cruzado y conquistador de Jerusalén. En su fachada principal, sobre su puerta, un elaborado escudo heráldico de ocho particiones presidía la entrada.
El individuo más antiguo que se encuentra documentado de este linaje es Sancho de Bullón, caballero de la Orden de Calatrava, capitán de la gente armada y Regidor de la ciudad de Ávila. Padre de:
- Diego de Bullón, casado con Ana Gómez Daza. Padres de:

- Sancho Bullón, casado con María Chacón Dávila. Padres de:

- Gaspar de Bullón, aposentador real, caballero de la Orden de Santiago, casado con María Vela. Padres de:

- Sancho de Bullón, caballerizo real, gentil hombre de Casa y Corte, caballero de la Orden de Santiago.

Actualmente dicho palacio no existe, aunque en perfecto estado de conservación[cita requerida]fue derribado en el año 2000, para construir un edificio que en 2004 se inauguró para albergar los Juzgados de Ávila.